# Калантар, Аветис Айрапетович
Аветис Айрапетович Калантар (13 сентября 1859, Эриванская губерния — 28 ноября 1937, Ереван) — исследователь в области животноводства и молочного дела. Основатель Вологодского молочного института, профессор, заслуженный деятель науки и техники РСФСР.

## Биография
Родился 13 сентября 1859 года в селе Верхние Акулисы Нахичеванского уезда Эриванской губернии в семье сельского учителя. В 1882 году окончил Петровскую земледельческую и лесную академию в Москве.
В Едимоновской школе молочного хозяйства познакомился и подружился с «отцом вологодского масла» Николаем Верещагиным. На последнем курсе академии написал работу «Состав некоторых русских сыров», в которой впервые предложил применять методы химического контроля.
В 1889 году руководил созданием проекта высшего учебного заведения по молочному хозяйству. Издал первый в стране специальный журнал «Молочное хозяйство». 
В 1890 году был назначен при Департаменте земледелия и сельской промышленности старшим специалистом по молочному хозяйству и скотоводству. На этой должности учредил несколько десятков молочнохозяйственных школ. В 1911 году способствовал началу строительства Молочнохозяйственного института около Вологды.

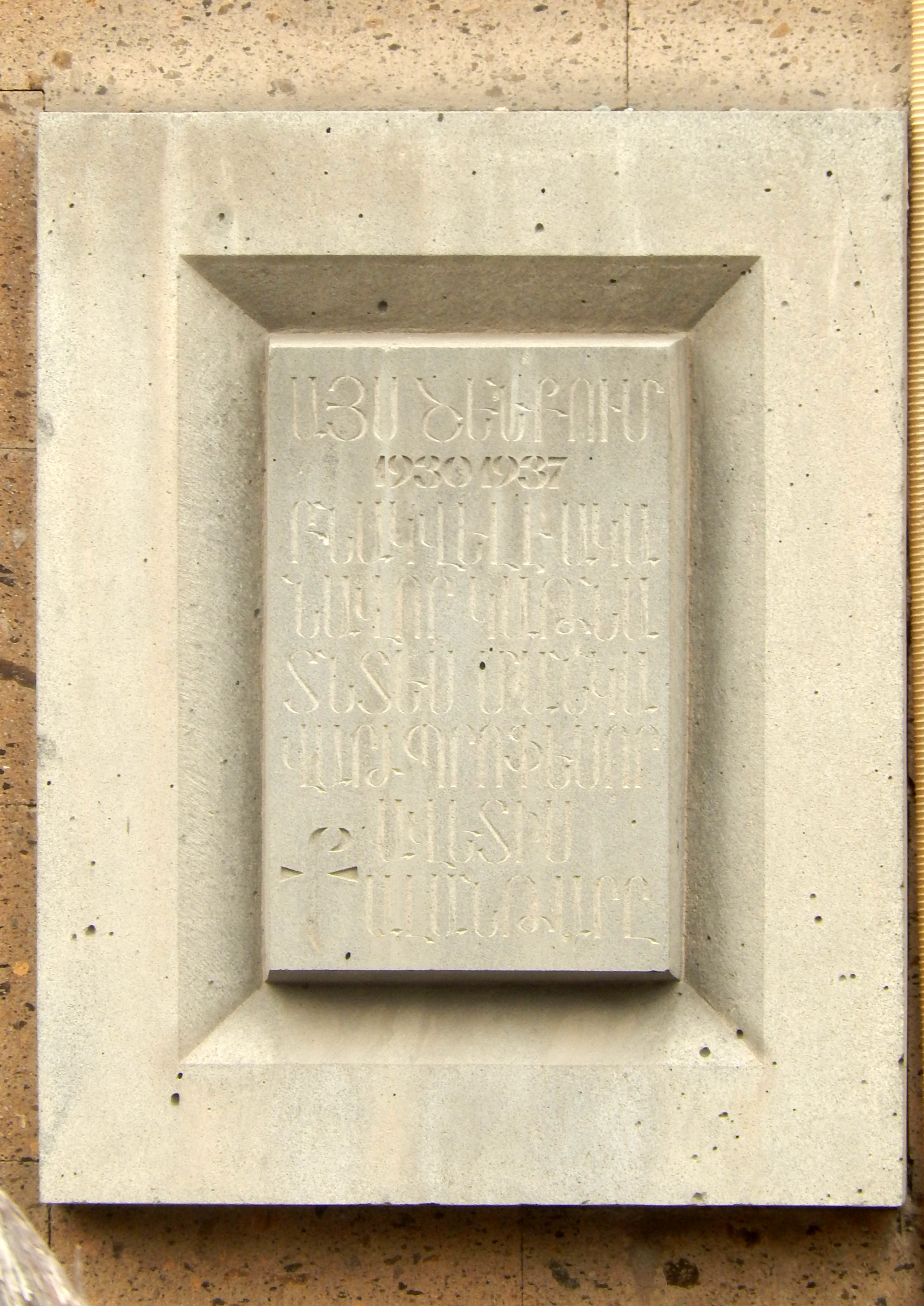

В 1903—1914 годах участвовал всех международных конгрессах по молочному делу, был постоянным членом Международной молочной федерации.
В 1919—1922 годах возглавлял опытную станцию техники переработки молока в Вологодском молочно-хозяйственном институте и кафедру организации молочного дела. В 1920 году получил звание профессора. С 1921 по 1929 год руководил кафедрой молочного хозяйства в Московской сельскохозяйственной академии им. К.А. Тимирязева.
В 1923 году работал начальником управления животноводства Наркомзема РСФСР. В 1930 переехал в Армянскую ССР, где основал кафедру молочного дела.
Скончался 28 ноября 1937 года.

## Сочинения
Опубликовал более 100 работ, книг и брошюр. Наиболее известное пособие «Общедоступное руководство по молочному хозяйству» (1903) пережило 9 изданий и было известным среди специалистов и практиков по молочному хозяйству.
- «К вопросу о производительности русского скота» (1880)
- «Охлаждение и пастеризация молока для хранения его от порчи и улучшения качества масла» (1892)
- «Сгущение и стерилизация молока и сливок» (1897)
- «Плесень масла и борьба с нею» (1926)

## Издательская деятельность
Аветис Калантар участвовал как издатель или редактор в выпуске журналов:
- «Школьное Хозяйство»
- «Земледелец»
- «Хозяин»
- «С.-х. образование»
- «Северное хозяйство»
- «Библиотека земледельца»